# 维特鲁威陨石坑
维特鲁威陨石坑（Vitruvius）是位于月球正面静海西侧边缘的一座小撞击坑，约形成于38-32亿年前的晚雨海世，其名称取自古罗马建筑师暨机械师、百科全书编纂人马尔库斯·维特鲁威·波利奥（约公元前一世纪），1935年被国际天文学联合会批准接受。

## 描述

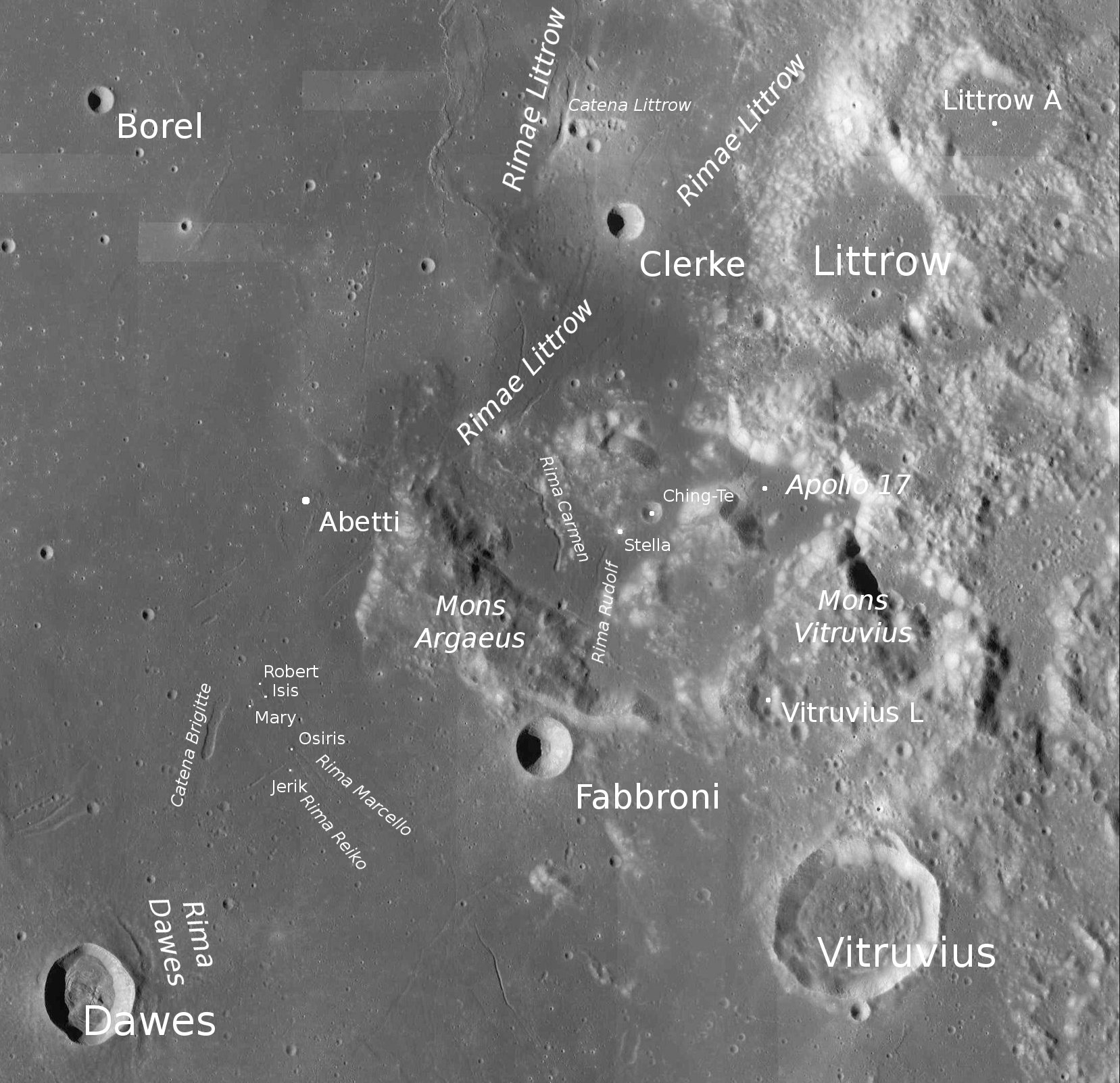
维特鲁威陨石坑的周边，月球勘测轨道飞行器拍摄。

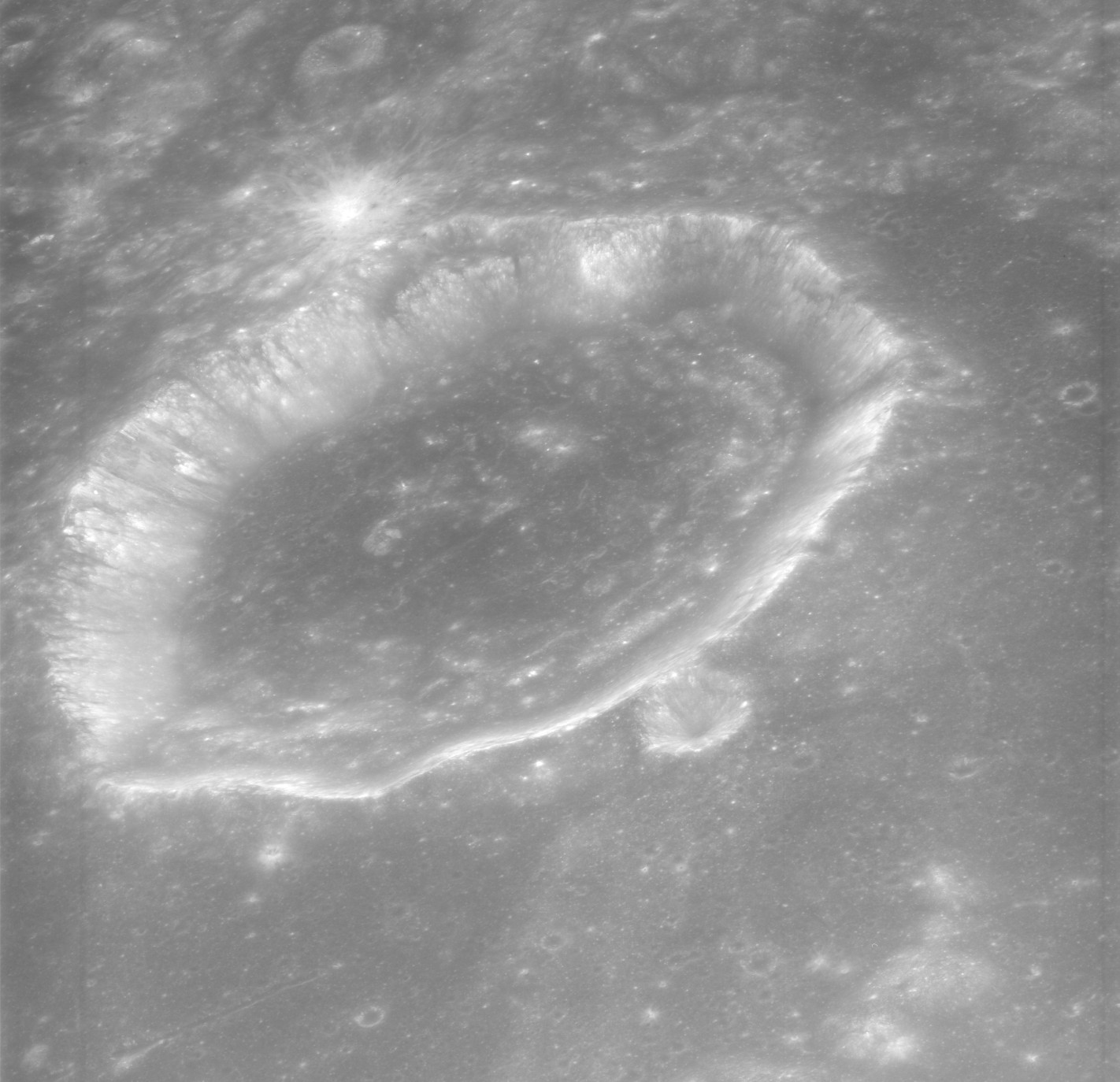
阿波罗15号全景相机拍摄的维特鲁威陨石坑北向斜视图

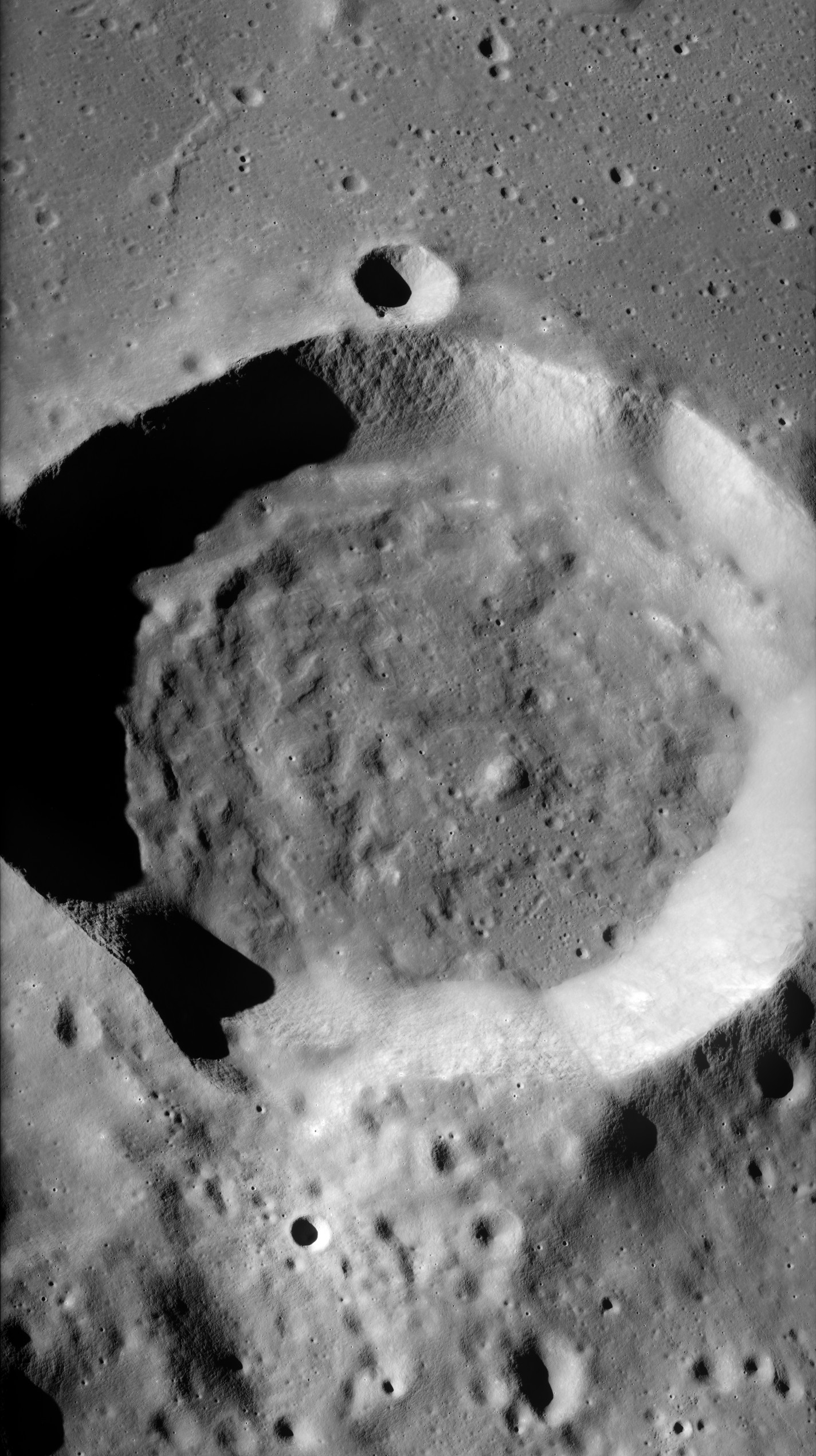
阿波罗17号全景相机拍摄的维特鲁威陨石坑南向斜视图

该陨坑西侧毗邻道斯陨石坑、西北靠近法布隆尼陨石坑、长形的维特鲁威山矗立在它的西北偏北面，沿东北、东面和东南偏南分别坐落了马拉尔第陨石坑、加德纳陨石坑及卡哈尔陨石坑，它的西南分布有熔岩淹没的扬松陨石坑及扬松月溪，而西南偏西则横亘了卵状的普林尼陨石坑。
该陨坑中心月面坐标为17°40′N 31°17′E / 17.66°N 31.28°E，直径30.94公里，深约2.03公里。
维特鲁威陨石坑外观轮廓大致圆状，东、北二侧略为参差，陨坑边缘清晰、壁沿峻峭，沿南侧外壁附靠了一座小撞击坑。该陨坑平均高出周边地形930米，其中西北侧坑壁最高耸，内部容积约660立方千米，其亮度在施罗特亮度表中的等级为2½°。坑底表面凹凸不平，地形极为崎岖，西南偏南部分布有一些低矮的山脊。该陨坑周边为平坦的月海地表，但北侧地形则较为崎岖、隆起。

## 卫星陨石坑
按惯例，最靠近维特鲁威陨石坑的卫星坑将在月图上以字母标注在它的中心点旁边。
| 维特鲁威 | 纬度    | 经度    | 直径    |
| -------- | ------- | ------- | ------- |
| B        | 16.4° N | 33.0° E | 18 公里 |
| G        | 13.9° N | 34.6° E | 6 公里  |
| H        | 16.4° N | 33.9° E | 22 公里 |
| L        | 19.0° N | 30.7° E | 6 公里  |
| M        | 16.1° N | 31.5° E | 5 公里  |
| T        | 17.1° N | 33.2° E | 15 公里 |

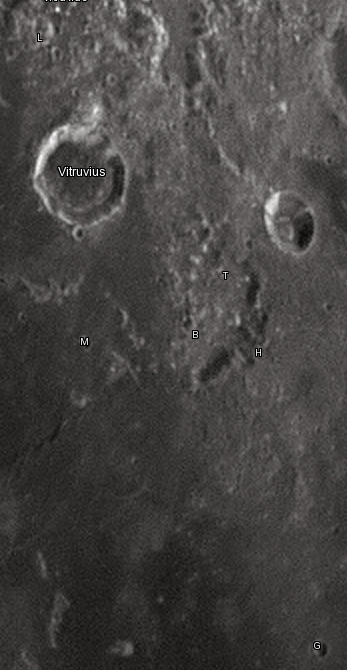
卫星坑图

- 卫星坑“维特鲁威 A”在1976年被国际天文学联合会更名为加德纳陨石坑；
- 卫星坑“维特鲁威 B”曾被称作“费希尔陨石坑”（Fisher）[4]，但该名称并未被国际天文学联合会接受；
- 卫星坑“维特鲁威 A”在1976年被国际天文学联合会更名为法布隆尼陨石坑；
- 在 61-A1 月图中，卫星坑“维特鲁威 G”被临时标注为“埃尔格列柯陨石坑”（El Greco）。

## 飞船降落点
阿波罗17号登月舱挑战者号降落在卫星坑“维特鲁威 L”以北40公里处的“陶拉斯-利特罗月谷”中。

## 另请参阅
- Andersson, L. E.; Whitaker, E. A. . NASA RP-1097. 1982.
- Blue, Jennifer. . USGS. July 25, 2007  [2007-08-05]. （原始内容存档于2019-12-13）.
- Bussey, B.; Spudis, P. . New York: Cambridge University Press. 2004. ISBN 978-0-521-81528-4.
- Cocks, Elijah E.; Cocks, Josiah C. . Tudor Publishers. 1995. ISBN 978-0-936389-27-1.
- McDowell, Jonathan. . Jonathan's Space Report. July 15, 2007  [2007-10-24]. （原始内容存档于2019-06-21）.
- Menzel, D. H.; Minnaert, M.; Levin, B.; Dollfus, A.; Bell, B. . Space Science Reviews. 1971, 12 (2): 136–186. Bibcode:1971SSRv...12..136M. doi:10.1007/BF00171763.
- Moore, Patrick. . Sterling Publishing Co. 2001. ISBN 978-0-304-35469-6.
- Price, Fred W. . Cambridge University Press. 1988. ISBN 978-0-521-33500-3.
- Rükl, Antonín. . Kalmbach Books. 1990. ISBN 978-0-913135-17-4.
- Webb, Rev. T. W.  6th revised. Dover. 1962. ISBN 978-0-486-20917-3.
- Whitaker, Ewen A. . Cambridge University Press. 1999. ISBN 978-0-521-62248-6.
- Wlasuk, Peter T. . Springer. 2000. ISBN 978-1-85233-193-1.